# Wojciech Fałkowski

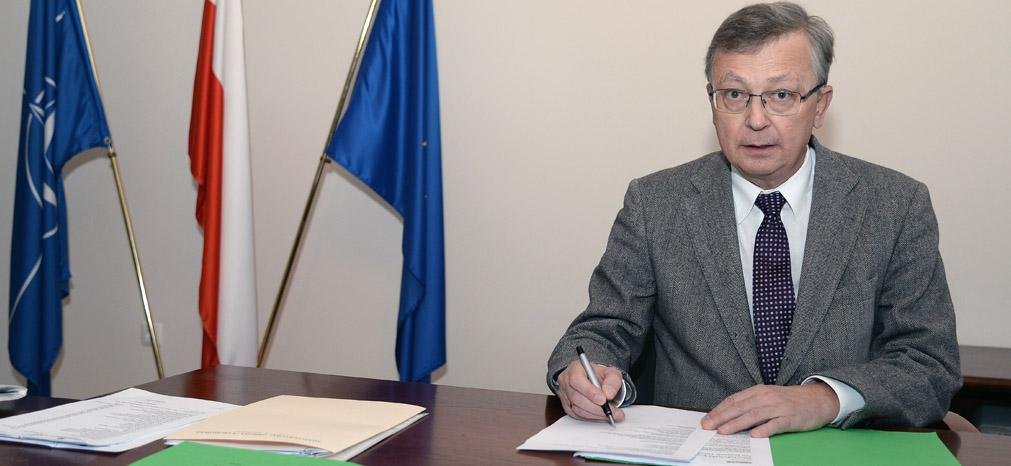
Wojciech Fałkowski jako wiceminister

Wojciech Antoni Fałkowski (ur. 3 czerwca 1952 w Warszawie) – polski historyk mediewista, nauczyciel akademicki i urzędnik państwowy, profesor nauk humanistycznych, profesor nadzwyczajny Uniwersytetu Warszawskiego, działacz opozycji demokratycznej w okresie PRL, w latach 2015–2017 podsekretarz stanu w Ministerstwie Obrony Narodowej, w latach 2017–2024 dyrektor Zamku Królewskiego w Warszawie.

## Życiorys
Ukończył VI Liceum Ogólnokształcące im. Tadeusza Reytana w Warszawie (1971), a w latach 1975–1977 był w nim nauczycielem historii. Związany z działalnością opozycyjną Gromady Włóczęgów Czarnej Jedynki. 22 stycznia 1977 wraz z grupą nauczycieli swojej szkoły (m.in. Ireneuszem Gugulskim i Stefanią Światłowską) podpisał list do Sejmu PRL, domagający się utworzenia specjalnej komisji do wyjaśnienia działań funkcjonariuszy MO i SB w czasie wydarzeń czerwcowych w 1976.
W 1976 ukończył studia historyczne na Uniwersytecie Warszawskim, pracę magisterską Czynniki prestiżotwórcze w społeczeństwie trzynastowiecznej Polski (rozważania modelowe) napisał pod kierunkiem Stanisława Piekarczyka. W latach 1976–1977 był zatrudniony jako asystent stażysta na UW. Był współpracownikiem Studenckiego Komitetu Solidarności w Warszawie, Komitetu Obrony Robotników i Komitetu Samoobrony Społecznej „KOR”. Uczestniczył w akcji pomocy ofiarom represji po protestach w Radomiu. Za swoją działalność został usunięty z pracy. W latach 1977–1981 kierował wydawnictwami drugiego obiegu „Głos” i „Krąg”. W 1980 przywrócony do pracy na uczelni. Doktoryzował się w 1986 na podstawie pracy pt. Elita władzy w Polsce za panowania Kazimierza Jagiellończyka 1447–1492. Habilitował się również na UW w 2000 w oparciu o rozprawę zatytułowaną Potestas regia. Władza i polityka w królestwie zachodniofrankijskim na przełomie IX i X wieku. Na Wydziale Historycznym był kolejno asystentem, adiunktem i następnie od 2002 profesorem nadzwyczajnym w Instytucie Historycznym. Od 1994 redaktor naczelny rocznika naukowego „Quaestiones Medii Aevi Novae”. Był także pracownikiem Wyższej Szkoły Stosunków Międzynarodowych i Amerykanistyki w Warszawie. W latach 2008–2012 jako profesor gościnny wykładał na Université Paris-Sorbonne. W 2013 otrzymał tytuł profesora nauk humanistycznych.
W latach 1993–2001 był sekretarzem generalnym Polskiego Komitetu ds. UNESCO, a w latach 2004–2005 przewodniczącym zespołu przy prezydencie m.st. Warszawy Lechu Kaczyńskim ds. oszacowania strat Warszawy i jej mieszkańców w okresie okupacji niemieckiej 1939–1945. Członek Stowarzyszenia Wolnego Słowa.
17 listopada 2015 został powołany na stanowisko podsekretarza stanu w Ministerstwie Obrony Narodowej. 20 listopada 2017 objął funkcję dyrektora Zamku Królewskiego w Warszawie. We wrześniu 2024 został odwołany ze stanowiska przez minister Hannę Wróblewską, motywującą tę decyzję naruszeniem ustawy o organizowaniu i prowadzeniu działalności kulturalnej.
Wchodził w skład Rady do Spraw Muzeów przy ministrze kultury i dziedzictwa narodowego. Powołany w skład Rady Muzeum Pałacu Króla Jana III w Wilanowie (2022) oraz Rady Odbudowy Pałacu Saskiego (2022).
Wszedł w skład komitetu wspierającego kandydaturę Karola Nawrockiego na prezydenta RP w wyborach w 2025.

## Odznaczenia
- Krzyż Komandorski Orderu Odrodzenia Polski (2024)[16][17]
- Krzyż Oficerski Orderu Odrodzenia Polski (2016)[18]
- Krzyż Wolności i Solidarności (2017)[19]
- Złoty Krzyż Zasługi (2005)[20]
- Medal Stulecia Odzyskanej Niepodległości (2021)[21]
- Medal 100-lecia ustanowienia Sztabu Generalnego Wojska Polskiego (2018)[22]
- Medal Stulecia Utworzenia Policji Państwowej (2019)[23]
- Medal Błogosławionego ks. Jerzego Popiełuszki (2016)[24]
- Krzyż Oficerski Krzyża Uznania (Łotwa, 2012)[25]
- Oficer Orderu Gwiazdy Włoch (Włochy, 2023)[26]

## Życie prywatne
Jest żonaty, ma czworo dzieci.

## Wybrane publikacje
- Elita władzy w Polsce za panowania Kazimierza Jagiellończyka, Wydawnictwa Fundacji „Historia pro Futuro”, Warszawa 1992.
- Potestas regia. Władza i polityka w królestwie zachodniofrankijskim na przełomie IX i X wieku, Neriton, Warszawa 1999.
- Pytania o średniowiecze. Potrzeby i perspektywy badawcze polskiej mediewistyki (red.), Neriton, Warszawa 2001.
- Polska około roku 1400 (red.), Neriton, Warszawa 2001.
- Polska około roku 1300 (red.), Neriton, Warszawa 2003.
- Kolory i struktury średniowiecza (red.), Wydawnictwo DiG, Warszawa 2004.
- Raport o stratach wojennych Warszawy. Dokumentacja (red.), t. I–II,  Urząd Miasta Stołecznego, Warszawa 2004.
- Straty Warszawy 1939–1945. Raport (red.), Miasto Stołeczne Warszawa, Warszawa 2005.
- Le monde Carolingien. Bilan, perspectives, champs de recherches (współredaktor), Brepols Publishers, Turnhout 2009.
- Wielki Król. Ideologiczne podstawy władzy Karola Wielkiego, Fundacja Centrum Badań Historycznych, Warszawa 2011.